# Генеральна округа Саратов
Генера́льна окру́га Сара́тов (нім. Generalbezirk Saratow) — адміністративно-територіальна одиниця Третього райху, яку планувалося утворити у складі Райхскомісаріату Україна на території тогочасної Саратовської області Російської РФСР під час Німецько-радянської війни. Спочатку задумувалася як складова частина Райхскомісаріату Дон-Волга. 

## Адміністративно-територіальний поділ
У разі створення генеральна округа Саратов поділялася б на такі 14 ґебітів (округ):
- Саратовський міський ґебіт (нім. Kreisgebiet Saratow-Stadt)
- Новоузенський ґебіт (нім. Kreisgebiet Nowousensk)
- Дергачівський ґебіт (нім. Kreisgebiet Dergatschi)
- Єршовський ґебіт (нім. Kreisgebiet Jerschow)
- Пугачовський ґебіт (нім. Kreisgebiet Pugatschow)
- Вольський ґебіт (нім. Kreisgebiet Wolsk)
- Базарно-Карабулацький ґебіт (нім. Kreisgebiet Barsanyj-Karabulak)
- Петровський ґебіт (нім. Kreisgebiet Petrowsk)
- Саратовський ґебіт (нім. Kreisgebiet Saratow)
- Аткарський ґебіт (нім. Kreisgebiet Atkarsk)
- Баландинський ґебіт (нім. Kreisgebiet Balanda)
- Ртищевський ґебіт (нім. Kreisgebiet Rtischtschewo)
- Балашовський ґебіт (нім. Kreisgebiet Balaschow)
- Самойлівський ґебіт (нім. Kreisgebiet Samoilowka)